# 形式意味論
形式意味論（けいしきいみろん、英: formal semantics）とは、自然言語やプログラミング言語の意味論（プログラム意味論）において、その「意味」、たとえば自然言語であれば「全ての犬は黒い」「ある犬は黒い」「全ての犬は黒くない」「ある犬は黒くない」の各文にはそれぞれ対称的な意味があるわけだが、それを形式的（formal）にあらわさんとする、あるいはプログラミング言語においては、それで書かれたプログラムをコンピュータに実行させた結果どのようにコンピュータが動作するのか（「効果」などとも言う）を、形式的にあらわさんとしたものである。この記事では、主として自然言語およびそれに近い分野のものについて述べる。プログラミング言語の意味論に関してはプログラム意味論の記事を参照のこと。

## 概要
自然言語においては、自然言語を一種の形式的体系と捉え、文の意味はその構成要素から一定の手順に従って構成的に決定されると考える立場である。集合、論理記号など数学で用いる概念を理論に応用して自然言語の文の真理条件の規定や、前提・含意・矛盾などの論理的関係を記述することを目標とする。論理学者モンタギューの研究に端を発し、現在では多様な理論的枠組みが提案されている。自然言語処理にも応用されている。
形式意味論は、言語と外界との直接の結びつきを仮定し、実際に言語を用いる人間の認知活動を捨象しているため、主に認知意味論の研究者からの強い批判もある。ただし、批判の中には形式意味論の研究者によっても既に自覚されて、理論の改良が試みられているものもある。

## 形式意味論の主要な概念

### 真理条件
ドナルド・デイヴィッドソンは、アルフレト・タルスキによる形式言語の意味論を自然言語の意味論に応用し、文の意味はその文が真になる条件（真理条件）であるとした。この条件は以下のような「T−文(T-sentence)」によって表される。
言語Lの「雪が白い」が真となるのは雪が白いときであり、かつそのときに限る。
なお、この文はトートロジーのようにも見えるが、「『雪が白い』」が対象言語である一方で「言語Lの～が真となるのは雪が白いときであり、かつそのときに限る」はメタ言語であり、トートロジーではない。なお、タルスキが実際に挙げた例は ‘Schnee ist weiss’ in German is true if and only if snow is white. である。
また、形式言語の意味論では表現に意味を与える「翻訳(Interpretation)」にモデル理論の「構造(Structure)」が用いられるが、形式意味論ではこれを自然言語の意味論に応用する。たとえば、名前は個体への写像として翻訳され、文は真理値への写像として翻訳される。このような意味論をモデル理論的意味論(Model theoritic semantics)と言う。
さらに、可能性や必然性、条件文などの表現を扱うために、この考えは可能世界意味論に拡張される。可能世界意味論では、文が可能世界にどのように写像されるかを取り扱う。たとえば、「雪が白いかもしれない」という文の表す命題は、雪がさまざまな色をしている可能世界の中に雪が白い可能世界が少なくとも一つ存在し、そこに写像されると考える。

### 構成性原理
構成性原理はフレーゲの原理ともいい、複合表現の意味はその構成要素から、一定の合成手続きに従って一意的に決定されるとする理論上の仮定である（実際には、自然言語にはイディオムのように構成的でない表現もある）。モンタギューは、文の統語的表示と意味表示とのあいだに準同型写像を与えることでこの原理を保証した。
例えばJohn walks.という文においては、Johnとwalksを結びつける統語規則に対応する意味規則が仮定されている。Johnの指示対象を個体とし、walkの指示対象は、個体に対してそれが歩いているなら真、歩いていないなら偽を返す特性関数（これは歩いているもの全体の集合と等価である）であるとする。このとき、文全体の指示対象を決定する意味規則は、Johnに対して関数walkを適用したものとして規定できる（実際にモンタギューやそれ以降の研究で用いられる規則は、これより複雑である）。関数の表記はラムダ計算を用いるのが一般的である。
名詞、動詞、文などの範疇ごとに定まった、指示対象の形式の違い（個体、関数、真理値など）はタイプと言い、タイプの考えに基づいた理論をタイプ理論と称する。

## 形式意味論の誕生と展開
形式意味論は、アリストテレスの三段論法やフレーゲの論理学を来源とする。しかしながらこれらの古典的な枠組みは、自然言語は曖昧であって厳密な議論には適さないという印象が動機の一つとなっており、自然言語をそのまま形式的体系と見なして意味を記述する可能性については十分に検討してこなかった。1970年代前半、論理学者リチャード・モンタギューは自然言語の意味を形式的に記述できる可能性を示し、自然言語の意味研究に一大変革をもたらした。
現在、モンタギューの示した枠組みがそのまま用いられることは少なく、これを発展させたいくつかの理論に基づいた研究が活発である。特に、モンタギューが扱わなかった、文より大きい単位に見られる現象や、文脈の問題を考慮に入れた研究が発展してきている。以下に主な理論を挙げる。
一般量化子理論
古典論理学で用いられる∀（任意の）や∃（存在する）のような量化子の概念を拡張して、一般に名詞句表現を量化子と捉えることによって自然言語の意味を記述することを目指す。バーワイズとクーパーによる。
状況意味論
言語が文脈に依存することを中心に据えた理論であり、意味の問題を、言語表現とその表現を用いうる状況との関係として記述する。バーワイズとペリーによる。
動的意味論
言語情報が背景情報と組み合わされることで、知識の状態を更新していくと考える立場である。ハイム、カンプによる。
談話表示理論
談話構造という中間的な表示を与え、文が入力されるごとにその内容が書き換えられていくとする理論で、文を越えた代名詞の照応などを扱うのに適している。認知言語学に属するとされるメンタルスペース理論とも近い関係にある。カンプによる。